# Chapelle Notre-Dame-des-Joies de Guimaëc
La chapelle Notre-Dame-des-Joies est située à Guimaëc, en France.

## Localisation
La chapelle est située sur le territoire de la commune de Guimaëc, dans le département du Finistère, en région Bretagne.

## Description
L'intérieur de la chapelle est orné de peintures exécutées sur lambris ainsi que sur l'encadrement de la fenêtre du chevet. Elles datent des XVIe et XVIIe siècles et représentent : Adam et Eve, Saint-Michel, Naissance de la Vierge, Annonciation, Visitation, Présentation au Temple, Jésus parmi les docteurs, Assomption. Sur le soubassement du maître-autel est représentée la Nativité et, sur des socles de chaque côté, les stigmates de Saint-François et un donateur. Les deux autels latéraux présentent également des soubassements peints.

## Historique
La chapelle est classée au titre des monuments historiques par arrêté du 17 mars 1916.

## Galerie

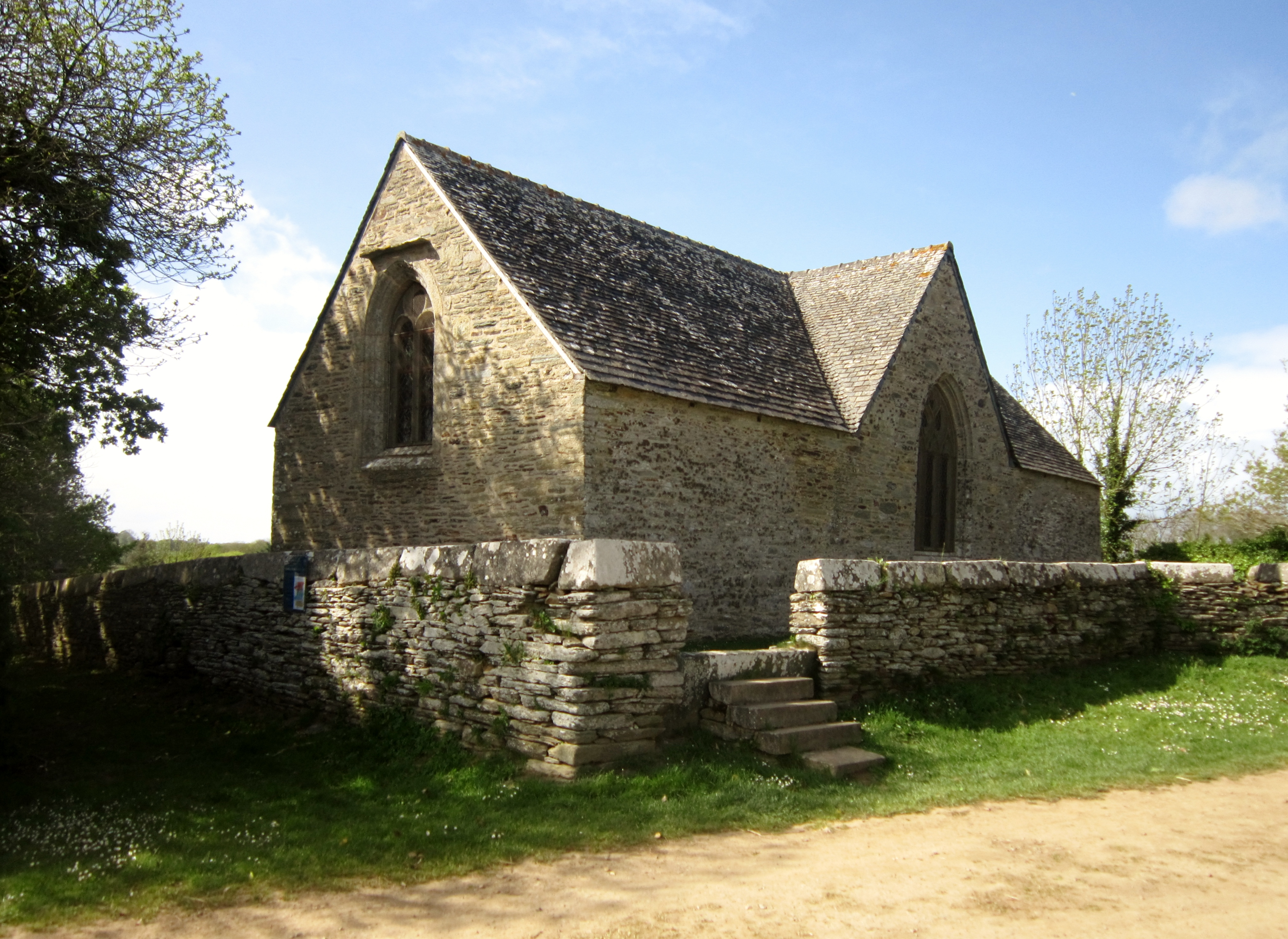
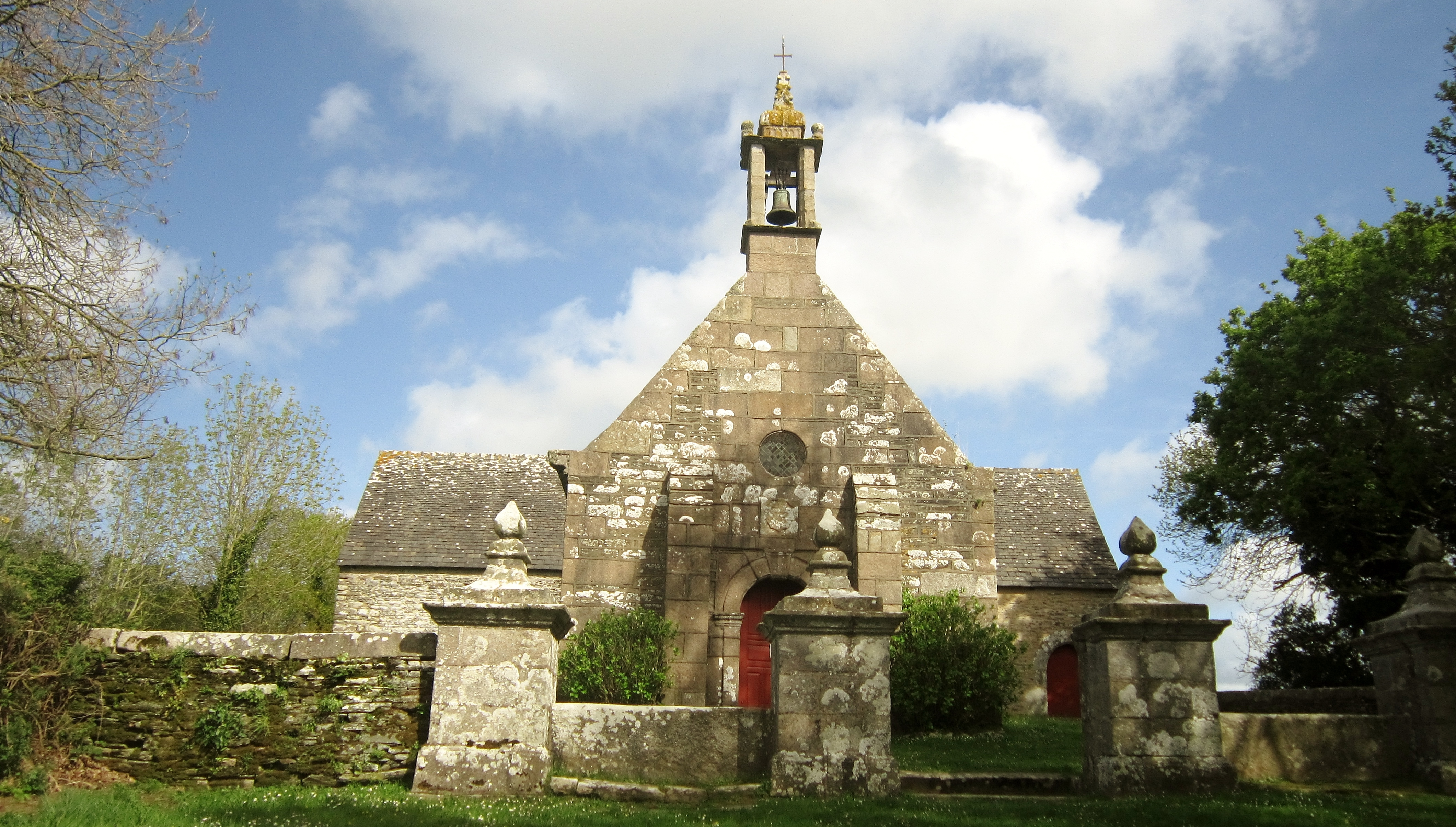
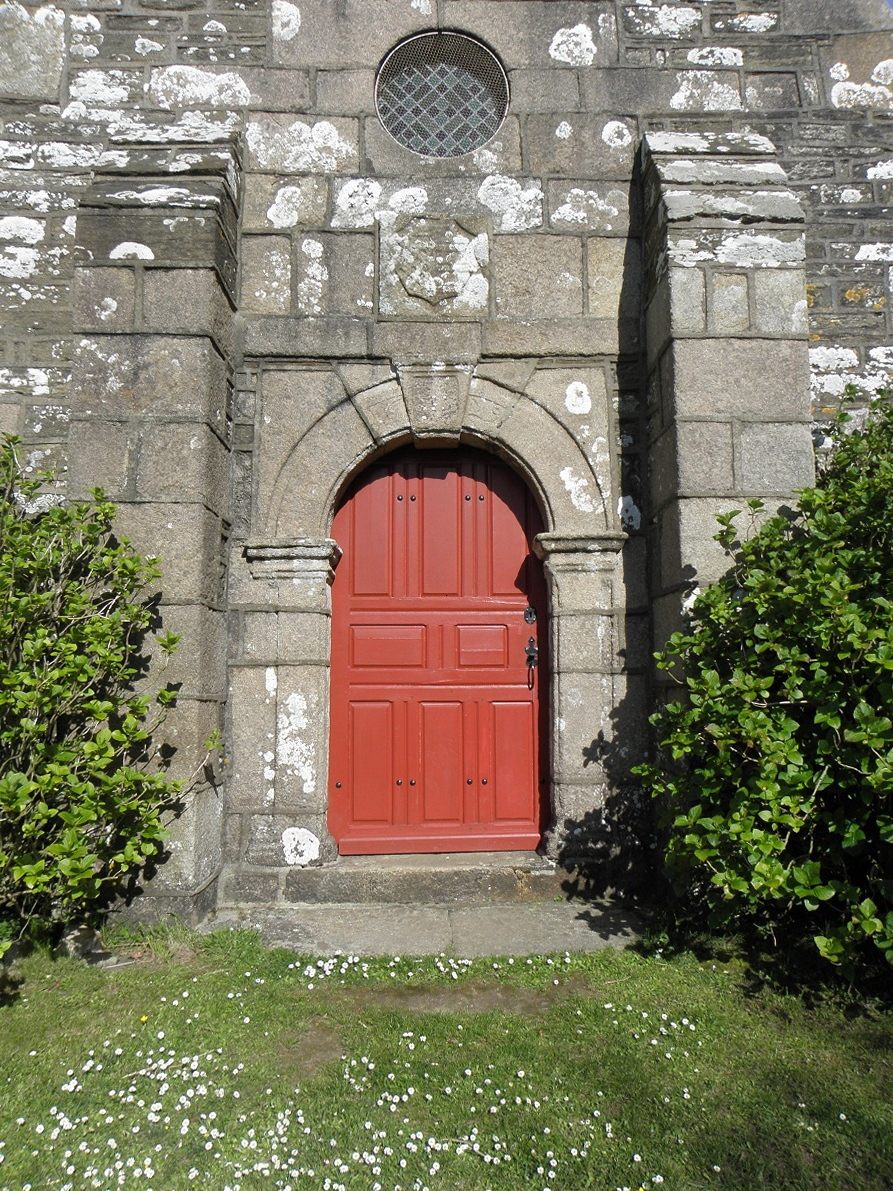
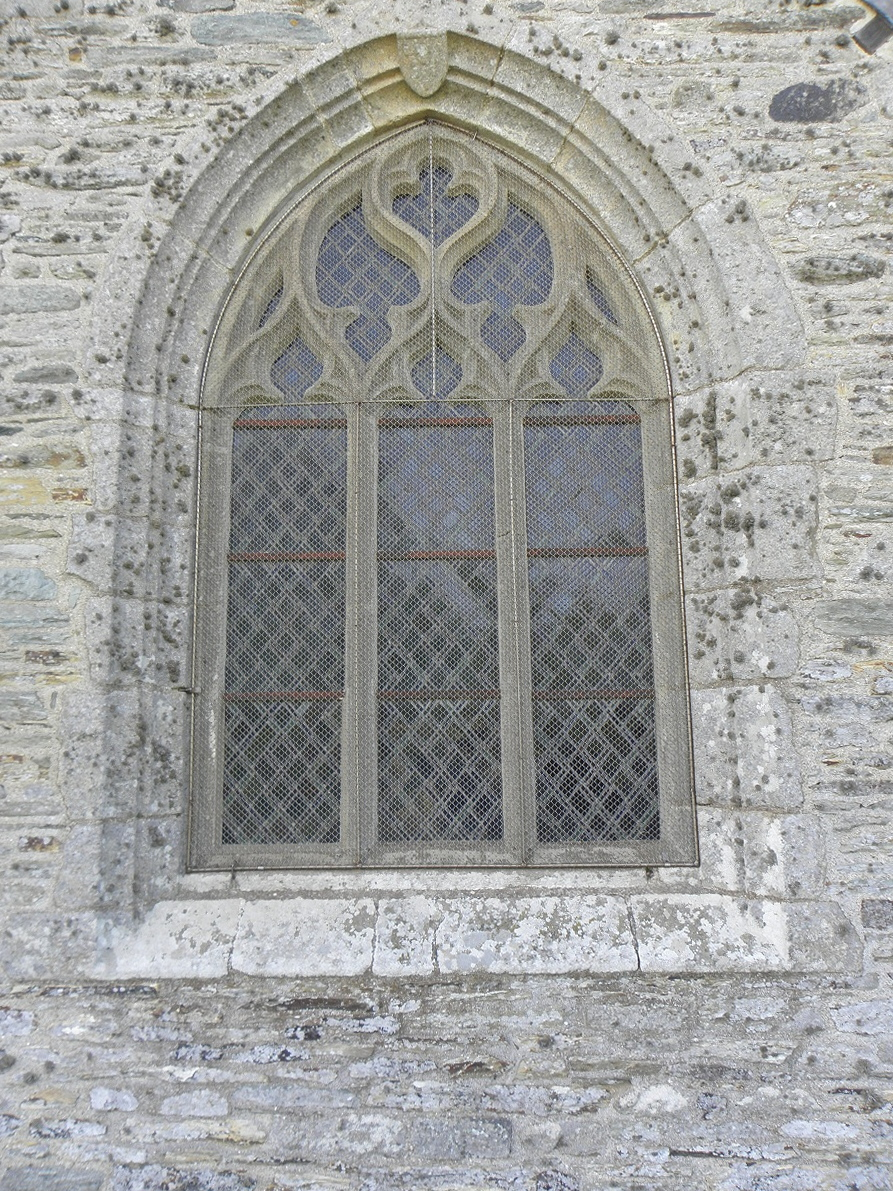
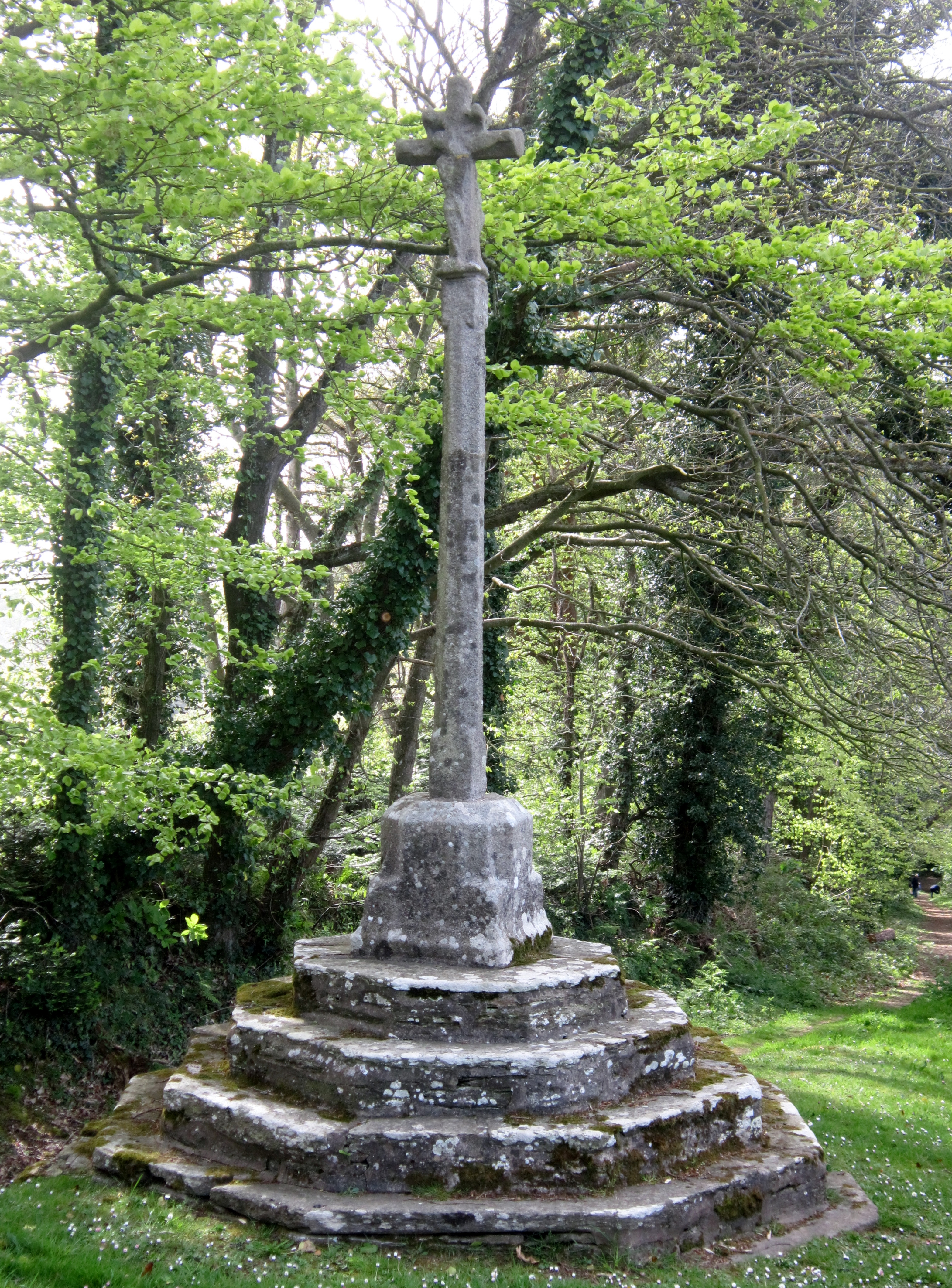
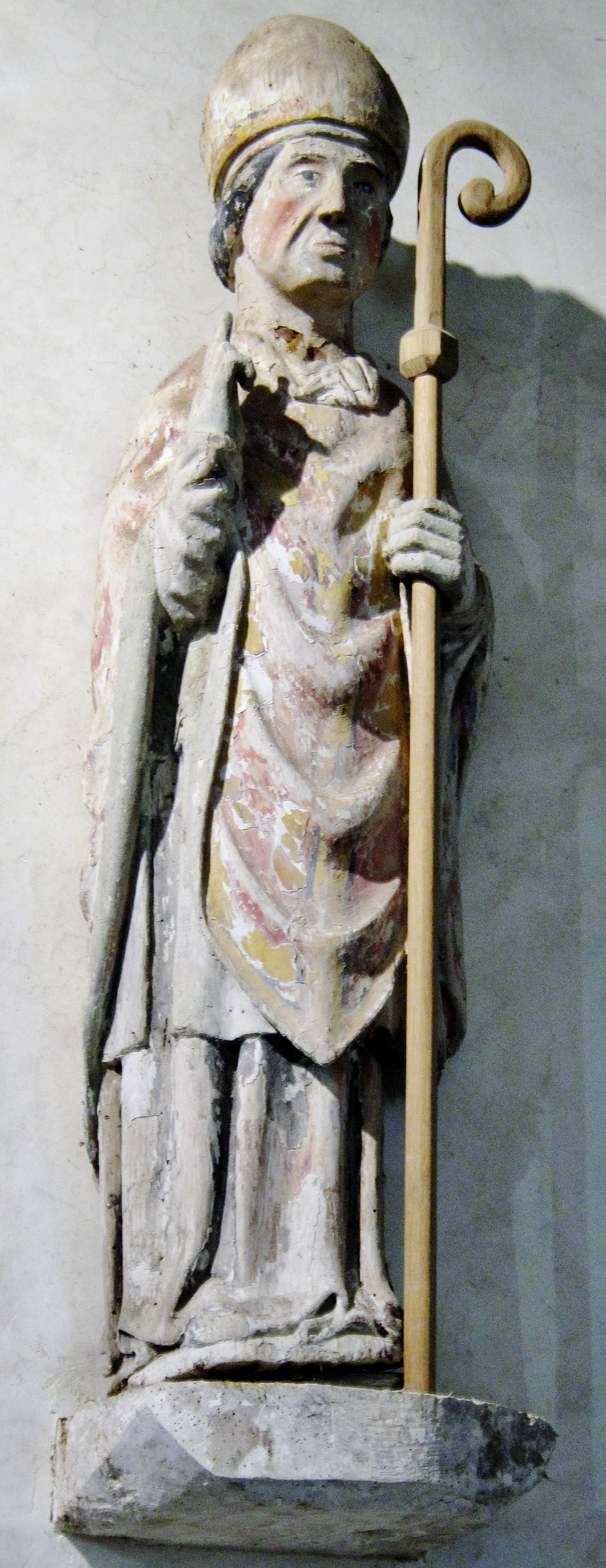